# Bully (Seine-Maritime)
Bully ist eine französische Gemeinde mit 868 Einwohnern (Stand 1. Januar 2022) im Département Seine-Maritime in der Region Normandie. Sie gehört zum Arrondissement Dieppe und zum Kanton Neufchâtel-en-Bray. Die Einwohner werden Bullylois und Bullyloises genannt.

## Geographie
Bully liegt im Zentrum des Départements in der Landschaft Pays de Bray, etwa 37 Kilometer nordöstlich von Rouen und etwa 34 Kilometer südöstlich von Dieppe.
Umgeben wird Bully von den acht Nachbargemeinden:
| Fresles                      | Saint-Martin-l’Hortier                      |              |
| Ventes-Saint-Rémy Pommeréval | Kompassrose, die auf Nachbargemeinden zeigt | Quièvrecourt |
| Saint-Saëns                  | Maucomble                                   | Esclavelles  |

## Bevölkerungsentwicklung

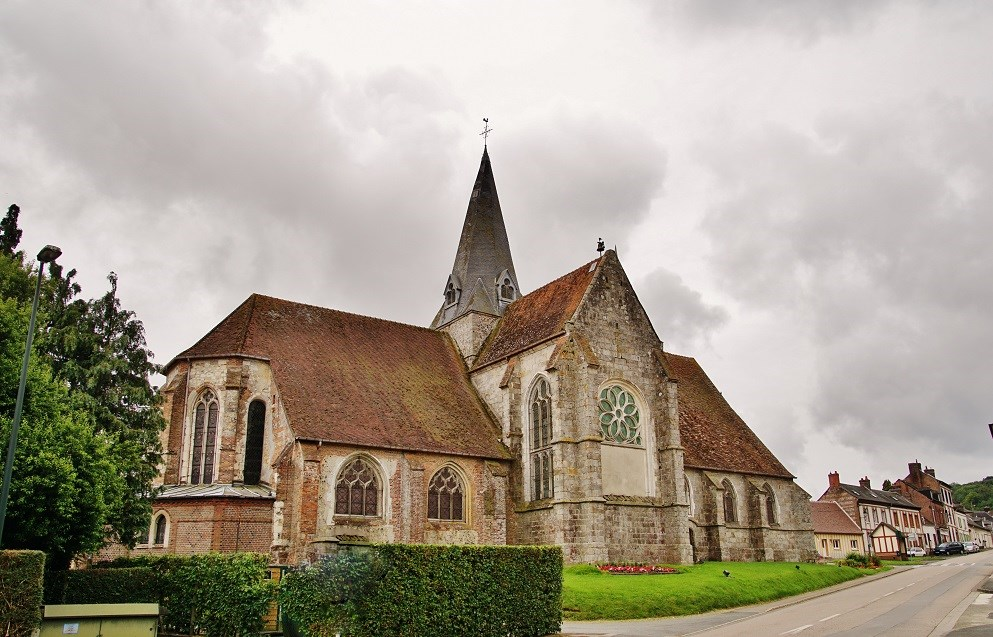
Kirche Saint-Éloi

| Jahr      | 1962 | 1968 | 1975 | 1982 | 1990 | 1999 | 2007 | 2015 |
| Einwohner | 740  | 653  | 610  | 633  | 677  | 792  | 871  | 901  |

## Sehenswürdigkeiten
- Kirche Saint-Éloi aus dem 13. Jahrhundert
- Kapelle Saint-Martin, 1948 errichtet
- Das Herrenhaus Le Flot wurde zwischen 1560 und 1588 errichtet. Der Bau wird nach der Überlieferung einem wohlhabenden Reeder, Pharamond du Flot, zugeschrieben. Die Gebäude innerhalb eines geschlossenen Innenhofs zeigen eine Backsteinarchitektur. Das Wohnhaus besitzt monumentale Kamine mit Atlanten oder Karyatiden, charakteristisch für den Renaissance-Stil Henri II. Das Herrenhaus ist seit 1996 als Monument historique eingeschrieben.